# Lettera doppia
In linguistica, con lettera doppia o semplicemente doppia, ma più specificatamente con consonante doppia, viene intesa una sequenza di due lettere ripetute, che stanno a indicare ortograficamente la geminazione di una consonante.
La lettera doppia si riferisce quindi alla rappresentazione grafematica del suo suono geminato (raddoppiato) e non al fenomeno della geminazione, che invece è prettamente fonologico.

## Ledoppienell'italiano
Nella lingua italiana tutte le lettere consonantiche dell'alfabeto italiano si presentano in almeno una parola come doppie, compresa la q nelle uniche occorrenze di 'soqquadro' e nel meno utilizzato 'beqquadro', e ad esclusione della h, che ha valore prettamente diacritico.
Dal punto di vista della rappresentazione fonetica, ogni doppia rappresenta la geminazione del suono standard che solitamente le viene associato. Per esempio bb rappresenta il suono /bb/ e dd il suono /dd/, mentre il suono di cc e gg varia a seconda del contesto grafematico circostante; non è quindi strano trovare sequenze di tre lettere che possono essere considerate – più che trigrammi – effettive doppie di digrammi, resi graficamente in modo non proprio perfetto:
- cch doppia di ch
- cci doppia di ci
- ggh doppia di gh
- ggi doppia di gi

Del resto le doppie in italiano sono sempre e solo presenti in mezzo alla parola e tra di esse passa il confine sillabico sia fonologico che ortografico, per questo ogni volta che capita di dover "andare a capo" in su una sillaba in prossimità di una lettera doppia, la prima lettera va alla fine del primo rigo, seguita dal trattino "-", e la seconda all'inizio del rigo successivo. Sempre per il solito motivo, inoltre, in italiano le doppie possono trovarsi tra due vocali, ma mai tra due altre consonanti; non può inoltre neanche mai capitare che la prima doppia sia preceduta da una liquida (l o r), da una nasale (m o n) o dalla s, cosa che invece può benissimo accadere quando sono scempie, mentre può benissimo accadere che la seconda doppia sia seguita da una liquida.
| Doppia | Valore fonetico | Note                                                                           |
| ------ | --------------- | ------------------------------------------------------------------------------ |
| BB     | /bb/            |                                                                                |
| CC     | /kk/* o /tt͡ʃ/** |                                                                                |
| CCI    | /tt͡ʃ/           | Solo davanti alle vocali A, O, U e in alcuni casi E                            |
| CCH    | /kk/            | Solo davanti alle vocali E e I                                                 |
| DD     | /dd/            |                                                                                |
| FF     | /ff/            |                                                                                |
| GG     | /ɡɡ/* o /dd͡ʒ/** |                                                                                |
| GGI    | /dd͡ʒ/           | Solo davanti alle vocali A, O, U e in alcuni casi E                            |
| GGH    | /ɡɡ/            | Solo davanti alle vocali E e I                                                 |
| LL     | /ll/            |                                                                                |
| MM     | /mm/            |                                                                                |
| NN     | /nn/            |                                                                                |
| PP     | /pp/            |                                                                                |
| QQ     | /kk/            | Presente solo nelle parole "soqquadro" e "beqquadro"                           |
| RR     | /rr/            |                                                                                |
| SS     | /ss/            | In italiano la doppia s è sempre sorda /s/ e mai sonora /z/ (sesamo /ˈsɛzamo/) |
| TT     | /tt/            |                                                                                |
| VV     | /vv/            |                                                                                |
| ZZ     | /tt͡s/ o /dd͡z/   |                                                                                |

* Solo davanti alle lettere A, L, O, R e U 
** Solo davanti alle lettere E e I

### Le vocali
In italiano si trovano anche ripetizioni di lettere vocaliche:
- aa (/aa/): in italiano si trova in poche parole[2], per lo più composte (specialmente da porta- col valore di 'contenere, sostenere'[3]) in forme che rimangono distinte dal trattino oppure unite, anche se spesso, in questo secondo caso, la forma con doppia a subisce una crasi e viene soppiantata con una avente una sola a, che diventa d'uso comune.
- ee (/ɛe/~/ee/): è più frequente della doppia a nell'italiano[4]; all'interno delle parole è originato spesso dall'affissazione del prefisso pre- a parole che incominciano con e-, e nelle parola «veemenza» e nei suoi derivati; si trova anche nel condizionale presente e nel futuro semplice di verbi della prima coniugazione aventi una -e- prima della desinenza (creare → creerei, roteare → roteerebbero, laurearsi → si laureeranno e così via). Ai confini della parola è invece presente alla fine di un gran numero di nomi di piante che formano il loro nome con i suffissi -acea, -ea e iodea, e più in generale tutte le parole che nei dizionari sono registrate terminanti in -ea e -eo, che invece declinate al plurale femminile finiscono in -ee, es. dea → dee, argenteo → argentee.
- ii (/ii/): ha una frequenza simile a quella della doppia a all'interno delle parole[5] è data per lo più sempre per affissazione dei prefissi anti-, bi- e semi- a parole con tema già iniziante per i-, oppure è presente nei composti e nei derivati dalla parola «sci». Ai confini della parola è invece presente alla fine di tutti i verbi della terza coniugazione -ire della prima persona singolare al passato remoto (io dormii) e al termine di molte parole che nei dizionari sono registrare terminanti in -io[6], ma che declinate al plurale maschile finiscono in -ii,[7] es zio → zii.
- oo (/ɔo/~/oo/): ha una frequenza superiore a quella della doppia e nelle parole italiane[8], in gran parte derivante dalla presenza della radice zoo (col senso di 'relativo al regno animale') e dal prefisso co- davanti a termini che già iniziano per o-; può anche essere presente nei derivati della parola "alcool", anche se quasi sempre sostituita da "alcol".
- uu (/uu/): è la coppia di lettere vocaliche con la minor frequenza nelle parole italiane[9] e sono quasi tutte di derivazione latina, un esempio è duumvirato.